# Kingsbridge
Kingsbridge è un paese di 5 421 abitanti della contea del Devon, in Inghilterra.

## Curiosità
Kingsbridge è anche il nome della città nella quale si svolgono i fatti riportati nei cinque best seller I pilastri della terra, Mondo senza fine, La colonna di fuoco, Fu sera e fu mattina e Le armi della luce dello scrittore gallese Ken Follett. Probabilmente, si tratta di una città immaginaria, non riconducibile alla Kingsbridge reale. Nei suoi romanzi, Follett caratterizza in Kingsbridge le note di una classica cittadina inglese del tardo medioevo, in cui la religione (il priorato dei monaci) impone un'influenza notevole sui fedeli e gli abitanti della città. Come spesso accadeva nel medioevo, il nobile locale entra in conflitto con il priorato e anche con gli altri nobili delle contee vicine per assicurarsi il potere e un'influenza sugli abitanti. Nella Kingsbridge di Follett, si rispecchia la realtà storica dell'Inghilterra del 997-1007, 1120-1150, del 1320-1360 e del 1560-1620.